# Brzóstownia
Brzóstownia is een plaats in het Poolse district  Śremski, woiwodschap Groot-Polen. De plaats maakt deel uit van de gemeente Książ Wielkopolski en telt 237 inwoners.